# Gotham Independent Film Awards 2017
La 27ª edizione dei Gotham Independent Film Awards ha avuto luogo il 27 novembre 2017 a New York. Le candidature sono state annunciate il 19 ottobre 2017. La cerimonia è stata  presentata da  John Cameron Mitchell.

## Vincitori e candidati
I vincitori sono indicati in grassetto, a seguito i candidati.

### Miglior film
- Chiamami col tuo nome (Call Me by Your Name), regia di Luca Guadagnino
- Un sogno chiamato Florida (The Florida Project), regia di Sean Baker
- Scappa - Get Out (Get Out), regia di Jordan Peele
- Good Time, regia di Josh e Benny Safdie
- Tonya (I, Tonya), regia di Craig Gillespie

### Miglior documentario
- Strong Island, regia di Yance Ford
- Ex Libris - The New York Public Library, regia di Frederick Wiseman
- Rat Film, regia di Theo Anthony
- Whose Streets?, regia di Sabaah Folayan
- The Work, regia di Jairus McLeary e Gethin Aldous

### Miglior attore
- James Franco – The Disaster Artist
- Willem Dafoe – Un sogno chiamato Florida (The Florida Project)
- Daniel Kaluuya – Scappa - Get Out (Get Out)
- Robert Pattinson – Good Time
- Adam Sandler – The Meyerowitz Stories
- Harry Dean Stanton – Lucky

### Miglior attrice
- Saoirse Ronan – Lady Bird
- Melanie Lynskey – I Don't Feel at Home in This World Anymore
- Haley Lu Richardson – Columbus
- Margot Robbie – Tonya (I, Tonya)
- Lois Smith – Marjorie Prime

### Miglior regista emergente
- Jordan Peele – Scappa - Get Out (Get Out)
- Maggie Betts – La scelta (Novitiate)
- Greta Gerwig – Lady Bird
- Kogonada – Columbus
- Joshua Z. Weinstein – Menashe

### Miglior interprete emergente
- Timothée Chalamet – Chiamami col tuo nome (Call Me by Your Name)
- Mary J. Blige – Mudbound
- Harris Dickinson – Beach Rats
- Kelvin Harrison Jr. – It Comes at Night
- Brooklynn Prince – Un sogno chiamato Florida (The Florida Project)

### Miglior sceneggiatura
- Jordan Peele – Scappa - Get Out (Get Out)
- Emily V. Gordon e Kumail Nanjiani – The Big Sick - Il matrimonio si può evitare... l'amore no (The Big Sick)
- Mike White – Brad's Status
- James Ivory – Chiamami col tuo nome (Call Me by Your Name)
- Kogonada – Columbus
- Greta Gerwig – Lady Bird

### Miglior serie rivelazione - forma lunga
- Atlanta
- Better Things
- Dear White People
- Fleabag
- Search Party

### Miglior serie rivelazione - forma corta
- The Strange Eyes of Dr. Myes
- 555
- Inconceivable
- Junior
- Let Me Die a Nun

### Premio del pubblico
- Scappa - Get Out (Get Out)

### Premio speciale della giuria per il miglior cast
- Mudbound (Jonathan Banks, Mary J. Blige, Jason Clarke, Garrett Hedlund, Jason Mitchell, Rob Morgan e Carey Mulligan)

### Made in NY Award
- Michael Kenneth Williams

### Premio alla carriera
- Jason Blum
- Sofia Coppola
- Al Gore
- Dustin Hoffman
- Nicole Kidman
- Ed Lachman